# Лукавцы (Черновицкая область)
Лу́кавцы (укр. Лукавці) — село в Берегометской поселковой общине Вижницкого района Черновицкой области Украины.
Почтовый индекс — 59230. Телефонный код — 3730. Код КОАТУУ — 7320584001.

## История
В 1995 году селу Луковцы возвращено историческое название Лукавцы.

## Население
Население по переписи 2001 года составляло 2608 человек.

### Языковой состав
Родной язык населения по данным переписи 2001 года:
| Язык       | Численность, чел. | Доля     |
| ---------- | ----------------- | -------- |
| Украинский | 2 581             | 98,96 %  |
| Другие     | 27                | 1,04 %   |
| Итого      | 2 608             | 100,00 % |